# Уреве
Уреве - археологічна культура, що існувала навколо озера Вікторія в Африці під час африканської залізної доби. Найдавніші датовані артефакти культури знаходяться в області Кагера в Танзанії. Ареал поширення культури Уреве включає Ківу в Демократичній Республіці Конго на заході, Ньянза та Західну провінцію Кенії на сході, Уганду на півночі, Руанду та Бурунді. До культури Уреве належать археологічні пам'ятки, датовані від V ст. до н. е. до VI ст. н. е. Культура Уреве отримала назву за місцем розкопок у Кенії, що стало відомим після публікації в 1948 році результатів розкопок Мері Лікі.